# コンピュータアニメーション

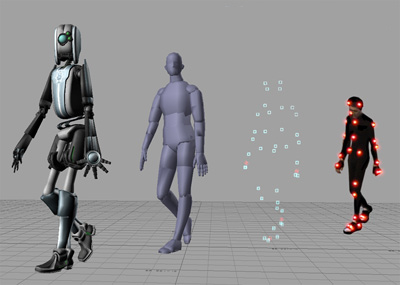
モーションキャプチャによるコンピュータアニメーション（この画像は静止画）

コンピュータアニメーション（英: computer animation）はコンピュータを用いたアニメーションである。

## 概要
コンピュータアニメーションはコンピュータを用いたアニメーションである。すなわち、動画像をコンピュータ上で制作しこれを物理的なコマあるいはコンピュータ上の描画フレームに書き出すことで、鑑賞者に実在しない動きを感じさせる映像および技術である。
コンピュータアニメーションはコンピュータグラフィックスの一種であり、アニメーションの一種でもある。制作手法や映像様式に基づいて更に細かい分類ができる（⇒#分類）。様々な表現が可能であり（⇒#表現）、そのための手法が精力的に開発され続けている（⇒#手法）。またそのためのソフトウェアやハードウェアも進化している（⇒#制作設備）。これらを用いて作られたアニメーションは映画やゲームなど様々な用途で利用されており（⇒#利用）、様々な作品が存在する（⇒#作品例）。

滑るヤギ

単純な例として右の映像を挙げる。これは「黒背景塗りつぶし → 山羊を前フレームより左側に描画」の繰り返しで制作できる。これにより山羊はゆっくり右から左へ移動して見える、つまりアニメーションとして成立している。

## 分類
コンピュータアニメーションは様々な観点から分類できる。

### 素材の次元に基づく分類

#### 2DCGアニメーション
2DCGアニメーションは平面素材を扱うコンピュータアニメーションである。2次元コンピュータグラフィックスアニメーションとも。
コンピュータアニメーションのうち、平面的素材すなわち2DCGを扱うものが2DCGアニメーションである。3DCGアニメーションと対比される。平面的な素材を扱う手描きアニメーションやカットアウトアニメーションをデジタル化したものが2DCGアニメーションにあたる。
例えば『きかんしゃトーマス』（2021）は2DCGアニメーションである。また2DCGアニメーション用の制作ソフトウェアが存在する。

#### 3DCGアニメーション
3DCGアニメーションは立体素材を扱うコンピュータアニメーションである。3次元コンピュータグラフィックスアニメーションとも。
コンピュータアニメーションのうち、立体的素材すなわち3DCGを扱うものが3DCGアニメーションである。2DCGアニメーションと対比される。立体的な素材を扱うクレイアニメーションや人形アニメーションをデジタル化したものが3DCGアニメーションにあたる。
『トイ・ストーリー』（1995）が世界初のフル3DCGアニメーション映画として知られる。

## 表現

### 写実性
コンピュータアニメーションではしばしば写実的表現が追求される。
コンピュータアニメーションの課題の1つに「人間を実写のように描く」ことがある。コンピュータアニメーション映画のキャラクターはしばしば動物・ファンタジーキャラクター、擬人化された機械、マンガ的人物として描かれる。これは表現である一方で、極めて複雑な人間の体や動きを写実的に描く難しさの現れでもある。映画版『ファイナルファンタジー』は実写のように人間を描こうとした最初のコンピュータアニメーション映画である。
現在、3DCGアニメーションは、写実的な方向性とそれとは反対の方向性に分かれている。写実的な方向性のコンピュータアニメーションは、実写のような写実性を求める方向（モーションキャプチャで動きをつけるのが典型的）と様式化した写実性の方向がある。実写的写実性は『ファイナルファンタジー』が達成しようとした方向であり、将来的には『ダーククリスタル』のようなファンタジー映画を人形やアニマトロニクスを使わずに実現することになると考えられる。『アンツ』は様式化した写実性の方向の例であり、将来的には『ティム・バートンのコープスブライド』のようなストップモーション・アニメーションを代替する可能性がある。
写実性を求めないマンガ的な方向は、既存のアニメーションを発展させ、3次元化したようなもので、ナイン・オールドメンの伝統を受け継いでいる。写実的コンピュータアニメーションのフレームは写真のようであり、マンガ的コンピュータアニメーションのフレームは絵画のようである（より単純な見た目を生成するトゥーンレンダリングとは異なる）。

## 手法
コンピュータアニメーションはコンピュータグラフィックスの一種であり、その手法をフルに活用している。なかでもアニメーションに特化した手法の一例を以下に挙げる。

### モデル移動

滑るヤギ

最も単純なコンピュータアニメーションではモデル移動とレンダリングを繰り返してアニメーションを実現する。
2DCGアニメーションでは、動く物体を「スプライト」と呼ぶ。スプライトは対応する位置を持つ画像である。スプライトの位置をフレーム毎に微妙に変化させ、それによって動きをつける。以下の擬似コードは、スプライトを左から右に移動させるものである。
```
var
 
int
 x := 0, y := screenHeight / 2;

while
 x < screenWidth
drawBackground()
drawSpriteAtXY (x, y)  
// 背景上に描画する

x := x + 5  
// 右に動かす
```

3DCGアニメーションではスプライトの代わりに3Dモデルを動かしレンダリングする。アニメーションの動きを作成するのに洗練されたグラフィカルユーザインタフェースを使うこともある。規則的な形状にブール演算を実施するCSG表現でモデルを定義する方法もあり、任意の解像度でも正確なアニメーションを生成することができる。

### モデリング・リギング
デジタルストップモーション・アニメーション（3DCGアニメーション全般・デジタルカットアウトアニメーション）では動かせる「モデル」を用いてアニメーションを実現している。
3DCGアニメーションでは仮想骨格にあたるボーンを持った3Dモデルを用意し（モデリング）、ボーンに手足、目、口、衣服などを割り当てる（リギング）。2DCGアニメーションでは通常のカットアウトアニメーションと同じく平面パーツを用意し、これらを仮想関節で接続して2Dモデルを作成する。
ボーンやリグの位置はanimation variables（アニメーション変数、Avars）で定義される。人間や動物を描く場合、ボーンは実際の骨格と対応することが多いが、そうでない場合も多い。例えば『トイ・ストーリー』のウッディは計700のAvarsをもち、うち100のAvarsが顔面用であった。
コンピュータはレンダリング時に骨格を描画するわけではなく、骨格モデルを使って人物の向きや位置を正確に計算し、それを使って描画する。従って Avarsの値を変化させていけばキャラクターに動きを与えられる（=アニメーション）。リアルな動きを得るための Avarsの値の生成方法は複数ある。古くはアニメーターがAvarsを直接操作した。

### キーフレームアニメーション

.gif形式の2次元アニメーション。棒人間の静止画をキーフレームとして動きを生成している。

キーフレームアニメーション（英: keyframe animation）は要所となる少数のフレームあるいはポーズを指定しそれらの間を自動補間して制作されるアニメーションである。
キーフレームアニメーションはすなわち「ポーズ・トゥ・ポーズ方式 + 自動補間」である。自動補間が前提であるため（基本的に）コンピュータアニメーションに特有の制作法/技法である。要所のフレームはキーフレームと呼ばれ、アニメーターが直接デザインする。中間フレームは自動生成されるためフレームレートの変更へ柔軟に対応でき、これはゲーム等のリアルタイムでインタラクティブなアニメーションにおいて有用である。
古典的にはリギング済みモデルの Avar を関数で補間することで実現される。近年では関連分野でDLSSのような画像単位の補間手法が実用化されており、キーフレームアニメーションにおいても Avar 関数補間以外の手法が広がる可能性がある。

### モーションキャプチャ
モーションキャプチャでは実写の動きを利用する。すなわちマーカーを身に着けた人間がアニメ化されるキャラクターのようにシーンを演じ、記録されたマーカーの動きをAvarsに反映してキャラクターを動かす。
モーションキャプチャは人間の演者の微妙な動きも再現できる。例えば『パイレーツ・オブ・カリビアン/デッドマンズ・チェスト』（2006）では俳優ビル・ナイが登場人物デイヴィ・ジョーンズをモーションキャプチャで演じた。これにより単に衣装や特殊メイクでは実現できない非現実的なキャラクターにリアルな振る舞いや動きをつけることを実現している。

### 物理演算
コンピュータアニメーションは物理演算によっても生成できる。
質量やコリジョンが設定されたモデルを用いコンピュータ上で物理演算することで、仮想的なモデルの動き、すなわちアニメーションを生成できる。物理演算はアニメーターによるポージングを介さないため、人手では実現不可能な物量のアニメーションを実現できる。また重要度の低い部分を物理演算で生成することで低コストながらある程度のクオリティを担保し、重要部にアニメーターの資源を集中投下できる。

## 制作設備
コンピュータアニメーションはコンピュータハードウェアとアニメーションソフトウェアを用いて制作される。

### ソフトウェア
アニメーションソフトウェアの例として、Art of Illusion、Poser、Bryce、Maya、Anim8or、Blender 3D、trueSpace、LightWave、3ds Max、SOFTIMAGE XSI、Adobe Flash（2次元）などがある。これら以外にも様々な製品があり、ターゲットとする市場によって価格も様々である。低価格の製品でも印象的なアニメーションを作れるが、一般的なパーソナルコンピュータではレンダリングの過程で多大な時間を要する。そのため、ゲームでは家庭用の一般的な価格帯のパーソナルコンピュータでもレンダリングができるよう、解像度やポリゴン数の上限を低くして制作する傾向がある。その場合、写実的なアニメーションは望めない。
プロ用のアニメーションソフトウェアにも試用版があり、制限付きで教育目的や非商用目的で使うことができる。フリーウェアのアニメーションソフトウェアも存在する。最も簡単なアニメーション制作法としては、GIFフォーマットによるアニメーションもある。

### ハードウェア
映画やテレビやゲームのムービー部分は、写実的なアニメーションが多い。そのような（フルハイビジョン画質である1080iや、4K解像度画質など）高品質のアニメーションを家庭用のパーソナルコンピュータ上で作ろうとすると、2015年現在でも相当の時間はかかる。そこで、画像処理に特化した強力なワークステーションを何台も使う。グラフィックスワークステーションは2個から4個のプロセッサを搭載し、レンダリング性能も強化されている。多数のワークステーションをネットワークで相互接続したものを、レンダーファームと呼ぶ。このような設備を使うことで、全編がコンピュータアニメーションの映画でもだいたい1年から5年の期間で制作できる（この期間はレンダリングにかかる時間だけではない）。1台のワークステーションは2000ドルから16000ドル程度で、高価なものほど最新技術が採用されていて高速である。ピクサー・アニメーション・スタジオのRenderManは、映画用アニメーション制作に広く使われているソフトウェアであり、競合するソフトウェアとしてドイツ製のMental rayがある。ピクサーの公式サイトでは5000ドルから8000ドルでRenderManを販売している。Linux、macOS、Windows上で動作し、MayaやSoftimage XSIといったアニメーションプログラムと共に使用する。その他に映画用デジタルカメラ、モーションキャプチャ機材、クロマキー機材、編集ソフトウェア、プロップなどといった機材や設備を映画などの制作に使用する。

## 利用
コンピュータアニメーションは様々な目的で利用される。以下はその一例である：
- 映像作品
  - 映画（Computer Generated Imagery）
  - TVアニメ
  - Webアニメ
- ゲーム

利用目的に応じて要求が異なる。映像作品ではプリレンダ結果が映画フィルムやデジタルビデオ等に保存されているため生成速度はあまり重要視されない。ゲームではリアルタイムにフレームを描画・表示するため速度で強く制約される。インターネット経由で低帯域幅のアニメーションを転送する場合、エンドユーザー側のコンピュータ上のソフトウェア（Adobe Flash や X3D）がリアルタイムのレンダリングを行うため、生成速度より容量が重視される。一方、高帯域幅のアニメーションは映像をストリーミング転送するため制約が小さい。
建築においても、3DCGアニメーションが用いられる。従来の手描き絵より正確なイメージが得られ、建築物と周囲の環境や周辺の建物との関係をより明確に把握できる。
コンピュータアニメーションの制作環境が低価格あるいは無料で入手可能になり、またYouTubeなど動画共有サービスが普及したことで、アマチュアによるコンピュータアニメーションの制作・公開がなされるようになった。

## 作品例
コンピュータアニメーションを用いた様々な作品が発表されている。以下はその分野別の一例である。

### 映画
全編CGIによる短編映画は1976年ごろから制作されていた。その後特にSFXの技法としてのコンピュータアニメーションの一般化により、特にアメリカを中心として映画でのコンピュータアニメーションが急激な発展を遂げた。最初のテレビ向けの完全なコンピュータアニメーションのシリーズは『リブート』（1994年）、最初の映画は『トイ・ストーリー』（1995年）である。その後の2000年代までの主な作品を以下に列挙する。
- アメリカ
  - 2000年まで：アンツ、バグズ・ライフ
  - 2001年：モンスターズ・インク、ジミー・ニュートロン 僕は天才発明家!、シュレック
  - 2002年：アイス・エイジ
  - 2003年：ファインディング・ニモ
  - 2004年：ポーラー・エクスプレス、シャーク・テイル
  - 2005年：ロボッツ、チキン・リトル、マダガスカル、Mr.インクレディブル
  - 2006年：リトル・レッド レシピ泥棒は誰だ!?、カーズ、バーンヤード、モンスター・ハウス、オープン・シーズン、森のリトル・ギャング、ハッピー フィート、ライアンを探せ!
  - 2007年：ルイスと未来泥棒、ビー・ムービー、レミーのおいしいレストラン、ベオウルフ/呪われし勇者、サーフズ・アップ
  - 2008年：ホートン ふしぎな世界のダレダーレ、カンフー・パンダ、ウォーリー
  - 2009年：カールじいさんの空飛ぶ家、モンスターVSエイリアン
- 日本
  - 2001年：ファイナルファンタジー
  - 2002年：ぼのぼの クモモの木のこと
  - 2004年：アップルシード
  - 2005年：ファイナルファンタジーVII アドベントチルドレン
  - 2006年：アタゴオルは猫の森
  - 2007年：ベクシル 2077日本鎖国
  - 2009年：よなよなペンギン

- その他
  - 2006年：アーサーとミニモイの不思議な国（フランス）